# Yakaze
Le Yakaze (矢風) est un destroyer de la Marine impériale japonaise de classe Minekaze lancé en 1920. Il participe à la Seconde Guerre mondiale.